# Иппо-рю
Иппо-рю (яп. 一甫流) — древняя школа кэндзюцу, классическое боевое искусство Японии, основанное приблизительно в XVI веке мастером по имени Тода Иппо.

## История
Школа Иппо-рю была основана в XVI веке мастером по имени Тода Иппо, учеником Тода Этиго-но ками (руководитель Тода-рю).
Традиции стиля Иппо-рю легли в основу школы Итиму-рю.